# Eurico de Melo
Eurico Silva Teixeira de Melo (ur. 28 września 1925 w Santo Tirso, zm. 1 sierpnia 2012 w Porto) – portugalski polityk, inżynier i nauczyciel akademicki, jeden z liderów Partii Socjaldemokratycznej, parlamentarzysta krajowy, wicepremier i minister, eurodeputowany IV kadencji.

## Życiorys
Z wykształcenia inżynier, ukończył studia na Uniwersytecie w Porto, po czym został pracownikiem naukowo-dydaktycznym na tej uczelni.
W okresie przemian politycznych z połowy lat 70. dołączył do Partii Socjaldemokratycznej. Był wiceprzewodniczącym komitetu politycznego partii (1983–1985, 1989–2001), przewodniczącym kongresu (1984) i rady krajowej (1990–1992). W latach 1975–1976 zajmował stanowisko cywilnego prefekta Bragi. Przez kilka kadencji sprawował mandat posła do Zgromadzenia Republiki. Wchodził w skład trzech portugalskich rządów jako minister administracji i spraw wewnętrznych (1980–1981), minister stanu oraz minister administracji i spraw wewnętrznych (1985–1987), wicepremier i minister obrony narodowej (1987–1990).
Od 1994 do 1999 sprawował mandat posła do Parlamentu Europejskiego IV kadencji, pełniąc m.in. funkcję wiceprzewodniczącego Podkomisji ds. Bezpieczeństwa i Rozbrojenia. W latach 2001–2003 był radnym swojej rodzinnej miejscowości.
Był krewnym polityka Nuno Melo.

## Odznaczenia
- Krzyż Wielki Orderu Chrystusa (Portugalia)
- Krzyż Wielki Orderu Krzyża Południa (Brazylia)
- Wielki Oficer Legii Honorowej (Francja)
- Krzyż Wielki Orderu Honoru (Grecja)
- Krzyż Wielki Orderu Izabeli Katolickiej (Hiszpania)
- Komandor Orderu Gwiazdy Polarnej (Szwecja)
- Wielka Wstęga Orderu Oswobodziciela (Wenezuela)[6][7]